# سونن قيري
محمد عين اليقين أو رادين فاكو (846 - 912 هـ) المشهور باسم سونن قيري (بالإندونيسية: Sunan Giri)‏ قائد ديني وسياسي استطاع أن يحكم منطقة قيري [الإندونيسية] وما جاورها لعدة سنوات. كان له تأثير دعوي قوي في أوساط الشعب الجاوي وانتشرت شهرته في عديد من المناطق. وهو من ضمن المجموعة التي كان لها دور هام في نشر الإسلام بجزيرة جاوة الإندونيسية وتسمى بالأولياء التسعة.

## نسبه
محمد عين اليقين بن إسحاق بن إبراهيم أسمورو بن جمال الدين الحسين بن أحمد بن عبد الله عظمة خان بن عبد الملك بن علوي عم الفقيه المقدم بن محمد صاحب مرباط بن علي خالع قسم بن علوي بن محمد بن علوي بن عبيد الله بن أحمد المهاجر بن عيسى بن محمد النقيب بن علي العريضي بن جعفر الصادق بن محمد الباقر بن علي زين العابدين بن الحسين السبط بن علي بن أبي طالب، وعلي زوج فاطمة بنت محمد ﷺ.
فهو الحفيد 22 لرسول الله محمد ﷺ في سلسلة نسبه.